# Seznam osobností vyznamenaných 28. října 1997
Seznam osobností, které prezident České republiky Václav Havel vyznamenal nejvyššími státními vyznamenáními 28. října 1997.

## Řád Bílého lva
- Madeleine Albrightová, americká politička a diplomatka
- Jacques Chirac, francouzský prezident
- armádní generál letectva Jean-Philippe Douin
- generál George Joulwan
- generálmajor v.v. Jindřich Macháček
- divizní generál Bedřich Neumann, in memoriam
- generálmajor v.v. Karel J. Procházka
- generálporučík Radovan Procházka
- generálmajor v.v. František Peřina
- generálmajor i.m. Josef Robotka
- armádní generál Sergej Vojcechovský, in memoriam

## Řád Tomáše Garrigua Masaryka

### I. třídy
- Olga Havlová, in memoriam
- přeosvícený vladyka Gorazd, pravoslavný biskup český a moravskoslezský, in memoriam

### II. třídy
- František Halas, in memoriam

### III. třídy
- Mons. ThDr. Oto Mádr
- Prof. PhDr. Radim Palouš, CSc.
- Karel Pecka, in memoriam
- Ing. Rudolf Battěk
- Prof. PhDr. Josef Fišera
- JUDr. Jaroslav Drábek, in memoriam
- Ing. Richard Glazar
- Otta Bednářová

### V. třídy
- plukovník v.v. Luboš Hruška
- Dagmar Skálová

## Medaile Za hrdinství
- praporčík David Adámek
- plukovník v.v. Jiří Flak
- generálmajor v.v. Jan Roman Irving
- kapitán Miroslav Karlec
- plukovník v.v. Jaroslav Klemeš
- generálmajor v.v. Ing. Michal Kodriš, CSc., in memoriam
- generálmajor v.v. Ing. Alois Olšan
- Jindřich Popelka, in memoriam
- plukovník let. v.v. Raimund Půda
- poručík v.v. Jaroslav Sochora
- podpraporčík Kamil Soldán
- plukovník v.v. Ing. Čestmír Šikola
- plukovník let. v.v. Zdeněk Škarvada
- podplukovník Ing. Pavel Špilka
- desátník Pavel Talla
- major Ing. Jiří Tršo
- kapitán Ladislav Uher, in memoriam
- plukovník v.v. Petr Uruba
- Jaromír Vrba, in memoriam
- generálmajor v. v. Ing. František Žák

## Medaile Za zásluhy

### I. stupeň
- prof. Dr. hab. Jacek Baluch
- prof. ThDr. Miloš Bič
- Ivan Blatný, in memoriam
- Dr. philos. Milada Blekastadová
- Ivan Diviš
- Jiřina Hauková
- plukovník v.v. Antonín Husník
- Ing. Mgr. Alfréd Kocáb
- prof. RNDr. Jaroslav Kurzweil, DrSc.
- Jiří Kylián
- Josef Lukeš, in memoriam
- plukovník v.v. Rudolf Macek
- Libor Pešek
- prof. Dr. Klaus Schaller
- Adriena Šimotová
- prof. MUDr. Josef Švejcar, in memoriam
- György Varga
- František A. Váňa, in memoriam
- generálmajor Ing. Petr Voznica, CSc.

### II. stupeň
- JUDr. PhDr. Dobroslav Líbal
- František Meloun, in memoriam
- Dr. Libuše Moníková
- Ing. Milena Novotná
- Dr. h.c. Ewald Osers
- plukovník Ing. Miroslav Štěpán
- plukovník Mgr. Ladislav Varga